# Chicago Bulls 2005-2006
La stagione 2005-06 dei Chicago Bulls fu la 40ª nella NBA per la franchigia.
I Chicago Bulls arrivarono terzi nella Central Division della Eastern Conference con un record di 41-41. Nei play-off persero al primo turno con i Miami Heat (4-2).

## Roster
| N° | Naz.                   | Ruolo | Sportivo           | Anno | Alt. | Peso |
| -- | ---------------------- | ----- | ------------------ | ---- | ---- | ---- |
| 1  | Stati Uniti (bandiera) | G     | Stephen Graham     | 1982 | 198  | 98   |
| 1  | Stati Uniti (bandiera) | G     | Randy Livingston   | 1975 | 193  | 95   |
| 2  | Stati Uniti (bandiera) | A     | Tim Thomas         | 1977 | 208  | 104  |
| 3  | Stati Uniti (bandiera) | C     | Tyson Chandler     | 1982 | 216  | 107  |
| 5  | Argentina (bandiera)   | A     | Andrés Nocioni     | 1979 | 201  | 102  |
| 6  | Stati Uniti (bandiera) | A     | Randy Holcomb      | 1979 | 206  | 102  |
| 7  | Regno Unito (bandiera) | G     | Ben Gordon         | 1983 | 191  | 91   |
| 9  | Regno Unito (bandiera) | A     | Luol Deng          | 1985 | 203  | 100  |
| 12 | Stati Uniti (bandiera) | G     | Kirk Hinrich       | 1981 | 191  | 86   |
| 13 | Stati Uniti (bandiera) | G     | Eddie Basden       | 1983 | 196  | 98   |
| 15 | Stati Uniti (bandiera) | GA    | Jannero Pargo      | 1979 | 185  | 79   |
| 21 | Stati Uniti (bandiera) | G     | Chris Duhon        | 1982 | 185  | 84   |
| 24 | Stati Uniti (bandiera) | AC    | Othella Harrington | 1974 | 206  | 107  |
| 25 | Lituania (bandiera)    | A     | Darius Songaila    | 1978 | 206  | 112  |
| 30 | Stati Uniti (bandiera) | A     | James Thomas       | 1980 | 203  | 107  |
| 35 | Stati Uniti (bandiera) | A     | Malik Allen        | 1978 | 208  | 116  |
| 45 | Australia (bandiera)   | C     | Luke Schenscher    | 1982 | 216  | 116  |
| 50 | Stati Uniti (bandiera) | A     | Mike Sweetney      | 1982 | 203  | 125  |
| 52 | Stati Uniti (bandiera) | GA    | Eric Piatkowski    | 1970 | 201  | 98   |

## Staff tecnico
- Allenatore: Scott Skiles
- Vice-allenatori: Ron Adams, Jim Boylan, Pete Myers
- Vice-allenatore/scout: Mike Wilhelm
- Preparatore atletico: Fred Tedeschi
- Assistente preparatore atletico: Marc Boff
- Preparatore fisico: Erik Helland
- Assistente preparatore fisico: Jeff Macy